# Vrouwe Menoldaconvent

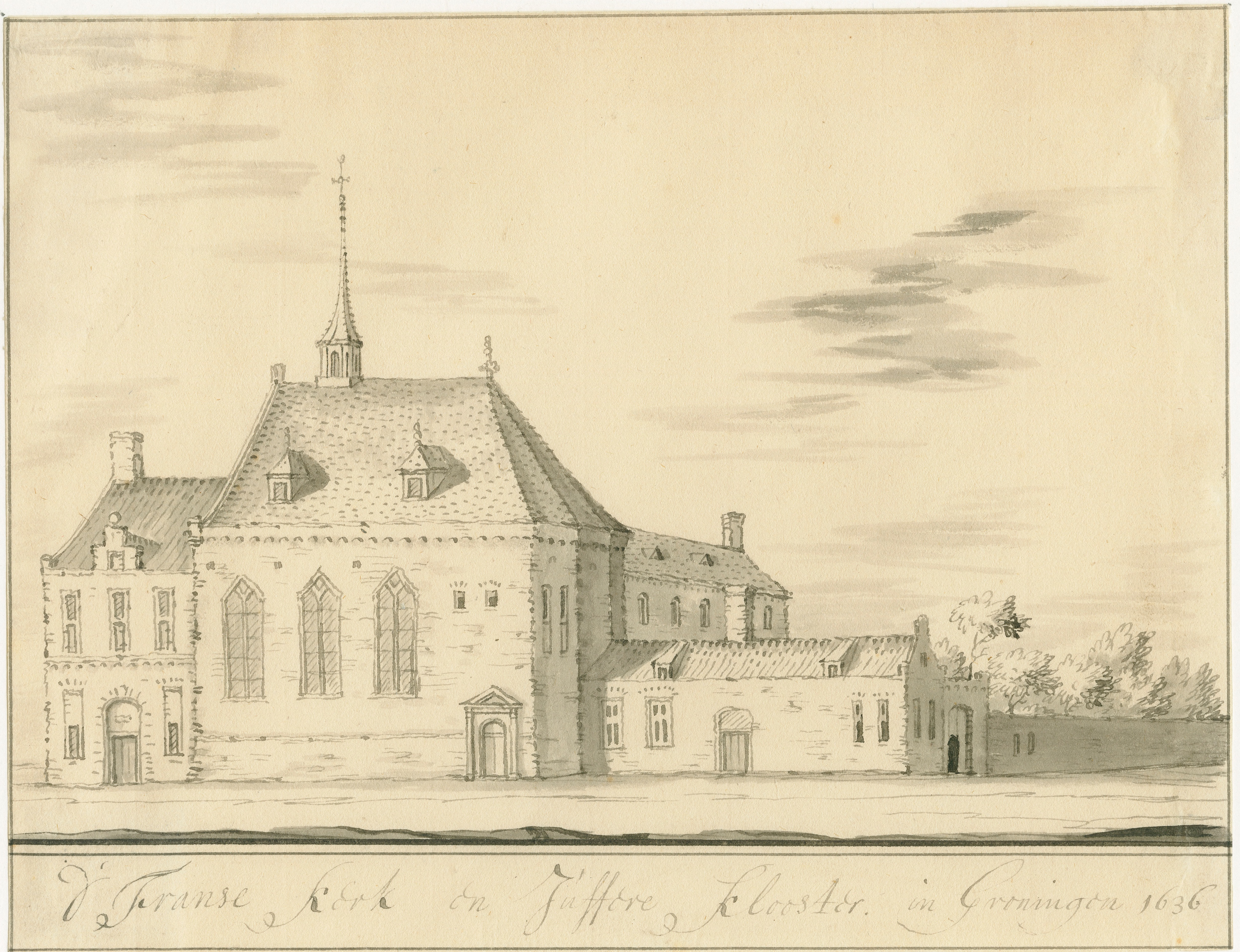
De Franse kerk en het Juffere Klooster (ook wel het Vrouwe Menoldaconvent) in Groningen, 1636

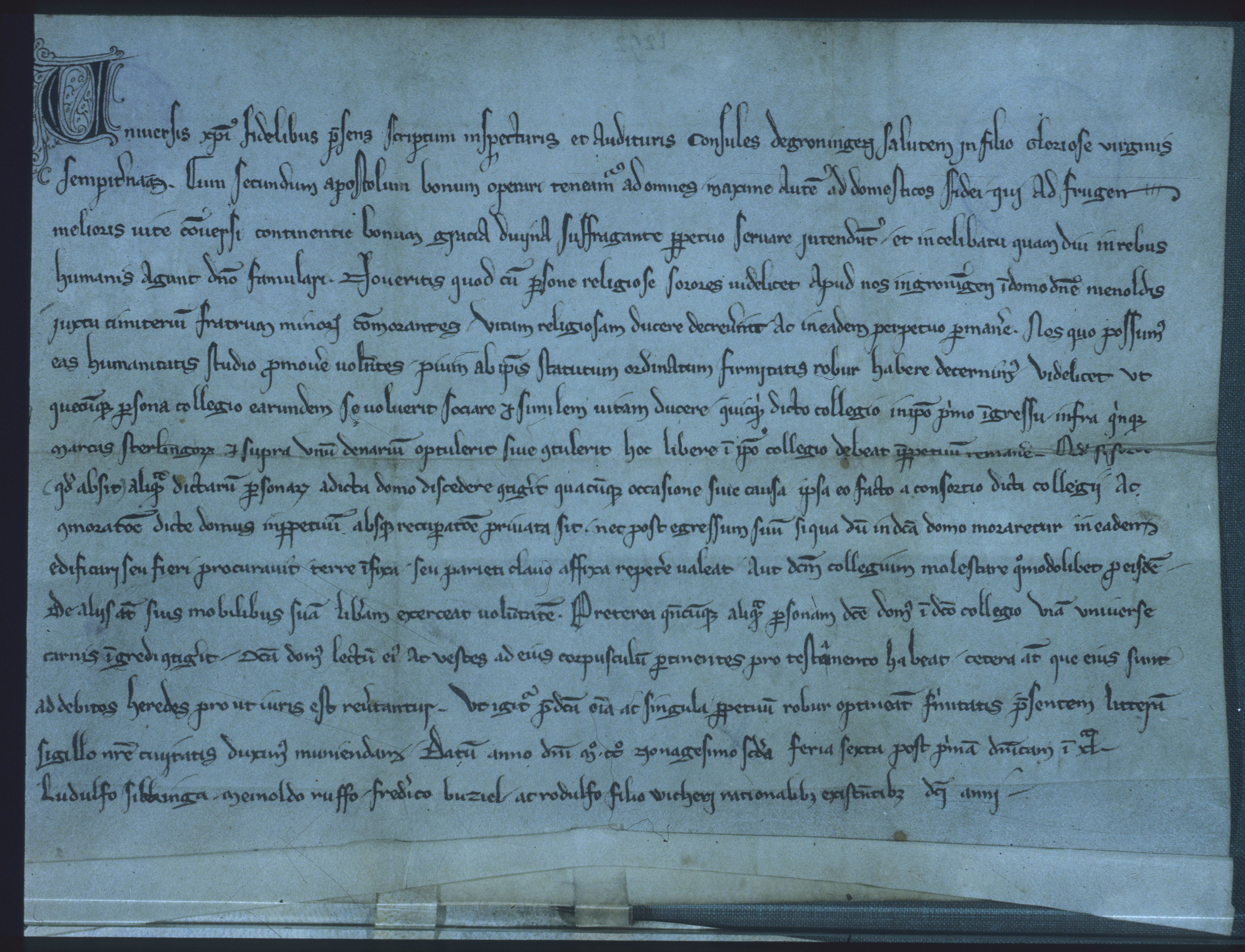
De akte waarin op 29 februari 1292 de regels en bepalingen van het Vrouwe Menoldaconvent in Groningen werden bekrachtigd door de consuls, destijd de burgemeesters van de stad

Het Vrouwe Menoldaconvent was een begijnhof in de stad Groningen. 

## Geschiedenis
In 1276 stichtte vrouwe Menolda dit convent. Behoudens de stichting is er weinig van bekend. 
Op 29 februari 1292 werden de regels en bepalingen van het convent in Groningen officieel goedgekeurd door de consuls van de stad — destijds de burgemeesters van Groningen — te weten: Ludolfus Sickinghe, Fredericus Butzel, Meinoldus Ruffus en Rodulphus Wicheri. In deze statuten stond onder andere het volgende:
1. a. Wanneer iemand zich bij hun gemeenschap voegen wil, en zij bij de intrede minder dan 5 mark en meer dan 1 denarie betaald heeft, zal dit bedrag voor altijd aan het klooster toebehoren.
2. b. Wanneer een zuster het convent onverhoopt verlaten mocht, zal zij daar nooit meer mogen terugkeren noch kunnen eisen daar begraven te worden.
3. c. Wanneer een zuster in het convent overleden is, zal het klooster haar bed en lijfsklederen behouden; al haar andere bezittingen zullen aan de wettelijke erfgenamen uit worden gekeerd.

In 1584 werd het samengevoegd met het Vrouwe Sywen Convent. Het convent stond aan de noordzijde van de Broerstraat. 
Bij de stichting van de Groningse Hogeschool in 1614 werden de gebouwen van het Vrouwe Menolda convent aangewezen als huisvesting voor de professoren van de nieuwe Universiteit. De gebouwen werden in 1846 gesloopt om plaats te maken voor een nieuw Academiegebouw.